# Шукавка (Верхньохавський район)
Шукавка (рос. Шукавка) — село Верхньохавського району Воронізької області. Адміністративний центр Шукавського сільського поселення.
Населення становить 593 особи за переписом 2010 року (652 особи, 249 господарств на 1.01.2008).

## Історія
За даними 1859 року у казенному селі Новопокровське (Шукавка, Суха Хворостань) Воронезького повіту Воронізької губернії мешкало 1518 осіб (730 чоловічої статі та 788 — жіночої), налічувалось 135 дворових господарств, існувала православна церква.
Станом на 1886 рік у колишньому державному селі, центрі Шукавської волості, мешкало 2036 осіб налічувалось 217 дворових господарств, існували православна церква, школа, 2 лавки, щорічний двотижневий ярмарок.
За переписом 1897 року кількість мешканців зросла до 2707 осіб (1326 чоловічої статі та 1381 — жіночої), з яких всі — православної віри.